# Scotopteryx supproximaria
Scotopteryx supproximaria är en fjärilsart som beskrevs av Otto Staudinger 1892. Scotopteryx supproximaria ingår i släktet backmätare, och familjen mätare. Inga underarter finns listade.